# Arks barnbokspris
Arks barnbokspris (Norska: Arks barnebokpris) är ett norskt litterärt pris som årligen utdelas till årets bästa barnbok. Priset instiftades av bokhandelskedjan Ark 2002. Pristagaren röstas fram av skoleelever i 5:e, 6:e och 7:e klass. Uppemot 8000 elever har deltagit i omröstningarna.
Priset består av 25 000 norska kronor och en litografi. 

## Pristagare
- 2002 – Ruben Eliassen, för Phenomena
- 2003 – Klaus Hagerup för Markus og Sigmund
- 2004 – Bjørn Ingvaldsen för Nei vel, da
- 2005 – Sigbjørn Mostue för Gravbøygen våkner
- 2006 – Endre Lund Eriksen för Pitbull-Terje og kampen mot barnevernet
- 2007 – Petter S. Rosenlund för Thomas P.
- 2008 – Endre Lund Eriksen för En terrorist i senga
- 2009 – Bjørn Sortland för Bergen-mysteriet
- 2010 – Ingunn Aamodt för Dukken
- 2011 – Mari Moen Holsve för Halvgudene
- 2012 – Tina Trovik för Samuel Sekel og flukten fra Paris
- 2013 – Tom Egeland för Katakombens hemmelighet
- 2014 – Audhild Solberg för Kampen mot superbitchene
- 2015 – Bobbie Peers för Luridiumstyven
- 2016 – Iben Akerlie för Lars er LOL
- 2017 – Gudrun Skretting för Anton og andre flokkdyr
- 2018 – Malin Falch för Nordlys
- 2021 – Arne Svingen för Snitch
- 2022 – Arne Kristian Lindmo för Trollheim - Kråkeslottets hemmelighet
- 2023 – Ingvild Bjerkeland för Udyr